# Cannolo
Ne doit pas être confondu avec Cannelloni.
Le cannolo sicilien (cannolu en sicilien ; pluriel : cannoli) est une pâtisserie originaire de Sicile qui constitue une partie essentielle de la cuisine sicilienne,.

## Étymologie
L'origine de cannolo, qui signifie « petit tube », vient du latin canna, qui signifie « roseau ». Avant les nouvelles lois en matière d'hygiène, la pâte était enroulée sur de petits cylindres taillés dans du bambou (canne), qui donnèrent leur nom à la pâtisserie.

## Histoire
Certains spécialistes de l'alimentation situent les origines du cannolo entre 827 et 1091 de notre ère, à Caltanissetta, par les concubines des princes qui cherchaient à capter leur attention. 
L'auteur Gaetano Basile a fusionné cette légende avec d'autres traditions historiques pour déterminer que les cannoli proviennent de Palerme et de Messine et étaient historiquement préparés comme une friandise pendant la saison du carnaval, peut-être comme symbole de fertilité. Le dessert est finalement devenu un aliment de base toute l'année en Sicile.
Certains desserts similaires dans la tradition du Moyen-Orient comprennent les asabe zainab (أصابع زينب), qui sont remplis de noix et les qanawāt (قنوات), des tubes de pâte frits remplis de diverses sucreries, qui étaient une pâtisserie populaire à travers l'ancien monde islamique. Le plat et le nom pourraient être originaires de l'émirat de Sicile musulman. Les minne di Sant'Agata ou minni di virgini, demi-sphères fourrées au fromage avec glaçage et fruits, ont la forme d'une poitrine en l'honneur de sainte Agathe. Les feddi dû cancillieri (« tranches du chancelier ») sont des biscuits aux amandes similaires fourrés à la crème et à la confiture d'abricot, conçus pour ressembler à l'arrière d'une personne.

## Caractéristiques
Le cannolo est composé d’une croûte en forme de coquille de pâte frite, d’une longueur de 15 à 20 cm et d’un diamètre de 4 à 5 cm, et remplie d’une farce sucrée et crémeuse généralement à base de ricotta. Leur taille varie des cannulicchi, pas plus gros que le doigt, à la taille du poing, comme ceux qu’on trouve généralement au sud de Palerme, à Piana degli Albanesi.
Pour la croûte, on prépare de petits disques de pâte (faite de farine de blé tendre, vin, sucre et saindoux) qui sont enroulés sur de petits tubes de métal et ensuite frits, selon la tradition dans le saindoux, mais aujourd’hui dans des huiles moins coûteuses. Autrefois produit uniquement pendant la période du carnaval, il est aujourd’hui préparé toute l’année, en Sicile, comme dans toute l’Italie. Ils sont devenus très populaires dans la cuisine italo-américaine et considérés comme italiens, alors qu’ils sont spécifiquement siciliens. En effet, en Italie, ils sont communément appelés cannoli siciliani.
Traditionnellement, la farce se composait de ricotta de brebis tamisée et sucrée. Aujourd'hui, rares sont les pâtissiers qui la préparent encore de cette manière. On utilise aujourd'hui de la ricotta de vache, qui lui donne une saveur moins marquée que celle de brebis, et même de la crème pâtissière ou crème de chocolat. Il existe de plus des variantes locales où l'on ajoute du chocolat râpé ou des fruits confits. Le cannolo farci est ensuite saupoudré de sucre glace.
Les puristes n’acceptent que des cannoli remplis au dernier moment car, avec le temps, l'eau contenue dans la ricotta est absorbée par la croûte et lui fait perdre son croquant. Afin d’éviter ce phénomène, certains pâtissiers font préalablement égoutter la ricotta. D'autres font couler du chocolat fondu à l’intérieur du cannolo de manière à éviter qu’il s’imprègne et reste ainsi croquant plus longtemps[réf. nécessaire].

## Variantes

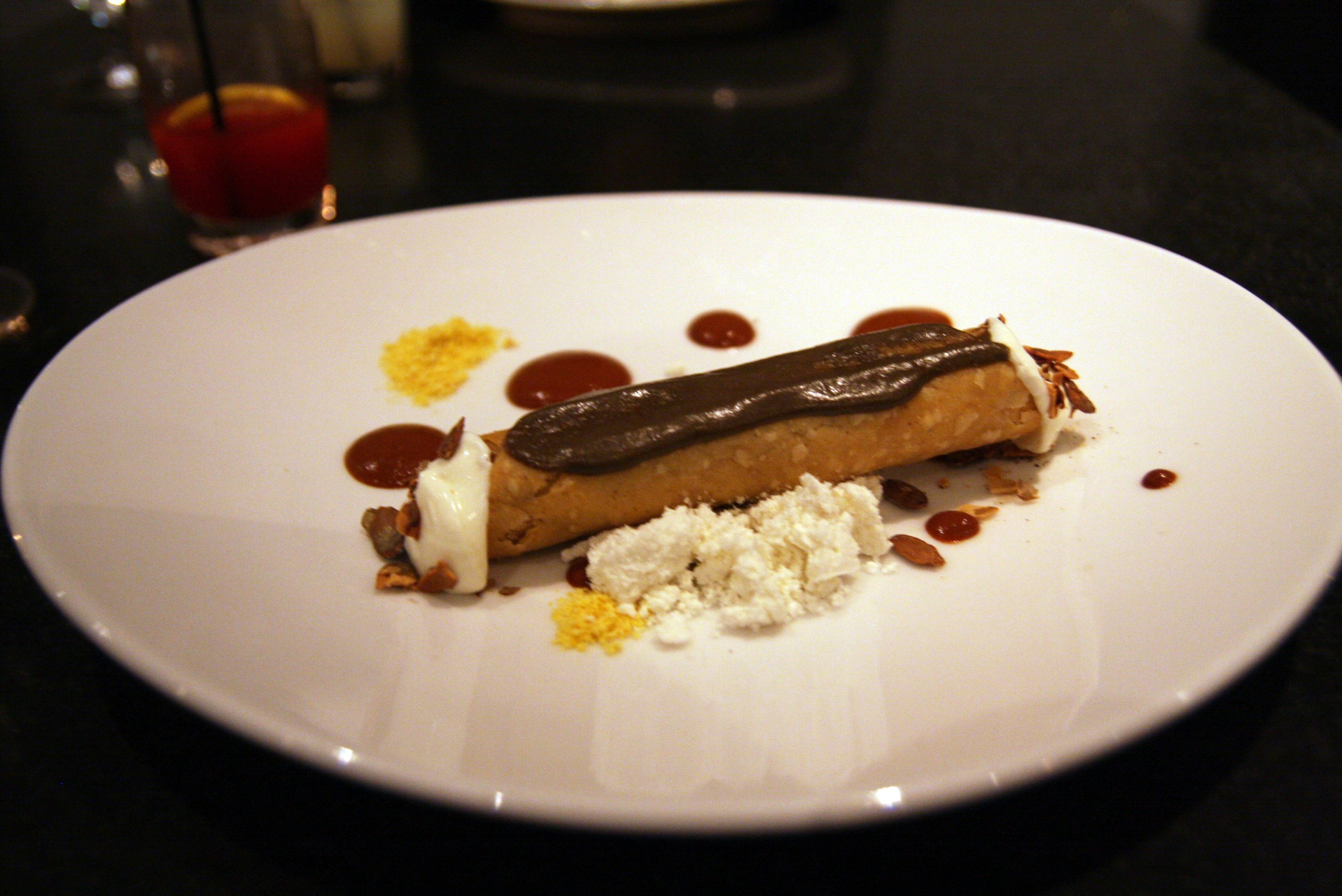
Cannolo mexicain au maïs et au canard.

La popularité des cannoli outre-Atlantique explique l’existence de variantes italo-américaines. Celles dont les Américains ont le plus l’habitude tendent à diverger du concept original, probablement en raison des adaptations apportées dans les années 1900 par les émigrants italiens aux États-Unis lorsqu’ils ont découvert les disponibilités limitées de certains ingrédients.
Les cannoli vendus dans les pâtisseries italo-américaines aujourd'hui contiennent généralement encore de la ricotta, mais le mascarpone est une alternative moins fréquente. Rarement, le remplissage consiste en une simple crème anglaise au lait sucré et à la fécule de maïs. Dans les deux cas, la crème est souvent parfumée à la vanille ou à la fleur d'oranger et un peu de cannelle. Des pistaches hachées, des pépites de chocolat mi-amer et des écorces d’agrumes confites ou des cerises peuvent parsemer l’extrémité ouverte de la pâtisserie.

## Dans la culture populaire
Dans le film Le Parrain, Clemenza dit qu’il doit apporter à sa femme les cannoli qu’elle a commandés dans une boulangerie. Lorsque son acolyte commet un meurtre au cours du trajet, il se contente de lui dire : « Leave the gun, take the cannoli. » Mais, dans la version française, cette réplique est devenue « Laisse le flingue, prends les cannellonis. » Dans le film Le Parrain 3, Connie Corleone empoisonne Don Altobello à l’aide d'un cannolo.
Les cannoli sont également mentionnés à plusieurs reprises par les personnages italo-américains des Soprano qui ont hérité une partie de leur culture alimentaire d'Italie.
Dans Batman : un long Halloween, Carmine Falcone, dit le Romain (parrain de la mafia de Gotham City), invite Bruce Wayne à goûter des cannoli qu'il a fait venir exprès d'Italie, frais, pour les noces de son neveu.
Le jeu vidéo Guns, Gore and Cannoli emprunte le nom de la pâtisserie au jeu et sert de points de santé au personnage principal Vinnie Cannoli.

## Hommages
Pour rendre hommage au dessert sicilien, le 2 février 2014, les informaticiens Paolo et Fabrizio Capasso et les vidéastes Fabio Leone et Antonella Barbera, avec l'autorisation spéciale des plusieurs organismes comme l'ENAC, ont effectué le lancement dans la stratosphère d'un ballon-sonde contenant une réplique d'un cannolo sicilien provenant du Rocca di Cerere d'Enna.
Depuis 2021, le cannolo et le passito di Pantelleria figurent sur l'une des pièces commémoratives de 5 euros. Le ministère de l'Économie et des Finances, en collaboration avec l'Istituto Poligrafico e Zecca dello Stato, rend ainsi hommage au sentiment d'union et de cohésion nationale en créant une collection numismatique spéciale inspirée de l'histoire, de l'art, du sport, de la science, de la nature et de l'excellence gastronomique italienne dont font partie le cannolo et le passito.